# توماس هاريس (سياسي)
توماس هاريس هو سياسي كندي، ولد في 1818 في إنجلترا في المملكة المتحدة، وتوفي في 29 نوفمبر 1884 في فيكتوريا في كندا.